# Birrwil

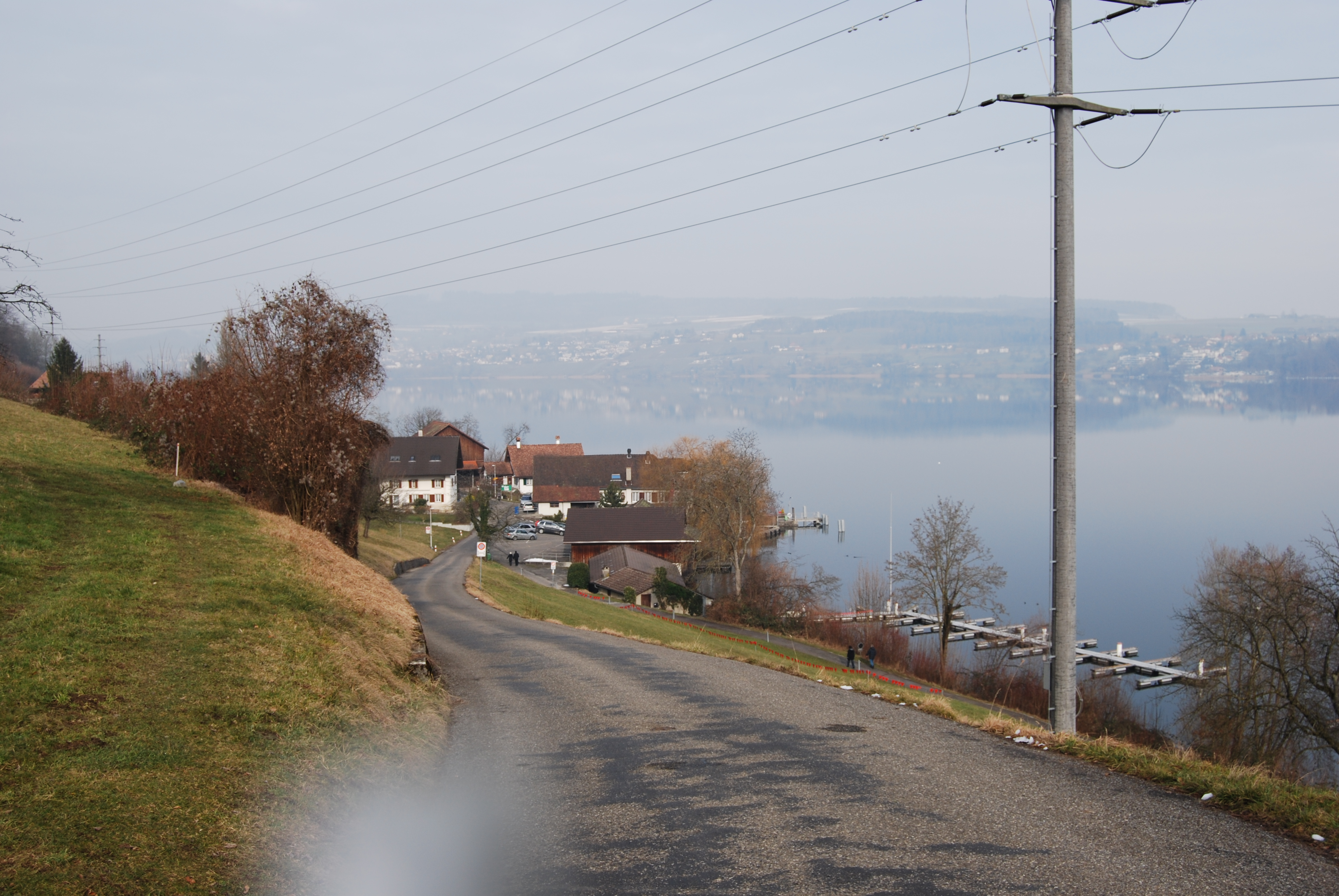
Birrwil vid sjön Hallwil.

Birrwil (schweizertyska: Birrbu) är en ort och kommun vid Hallwilersee i distriktet Kulm i kantonen Aargau, Schweiz. Kommunen har 1 389 invånare (2023).

## Historia
Enstaka fynd av artefakter tyder på att området varit bebott under yngre stenålder, romartid, och alemannisk tid. Den nuvarande ortens ursprung går tillbaka på en alemanner med namnet Bero (som betyder "Björn"), som grundade byn Beriwilare i området.  Birrwil omnämns första gången 1185 som Beriuuillare.
Byn tillhörde först domänerna för huset Lenzburg, sedan Kyburg och till sist Habsburgska huset. Mellan 1185 och 1331 fanns en lokal herrefamilj, men både denna och dess slott är idag försvunna. Ämbetet att utöva Zwing und Bann-reglementet (vilket bland annat innefattade jordägande) i byn hölls av herrarna av Hohenklingen, och senare från 1326-1798 av invånare i Liebegg. Grevarna av Hallwyl ägde från 1419 en mindre del av stranden (Dingstätte). Under mer än tre sekel (1415-1798) stod Birrwil under Berns kontroll. Sedan 1803 års Napoleonska lag (Acte de Médiation) har byn varit del av den då instiftade kantonen Aargau.
Byns kyrka omnämns första gången 1275. Under reformationen omvändes kyrkan till protestantismen, år 1528. Den äldre kyrkan ersattes av en nybyggd kyrka 1689.

## Ekonomi
Både under 1700- och 1800-talet var bomullsindustrin en dominerande inkomstkälla. 1857 fick även tobaksindustrin fäste i byn. Båda dessa de tidigare dominerande industrierna har nu försvunnit från samhället. 1990 var 17 procent av befolkningen anställda i primära näringar, 31 procent i industrisektorn, och 52 procent i tjänstesektorn. 72 procent av den arbetande befolkningen i Birrwil har sina arbetsplatser utanför samhället.